# Sjeng Schalken
Sjeng Schalken (nacido el 8 de septiembre de 1976) es un extenista profesional de los Países Bajos.
El pico de su carrera llegó en el 2003, cuando alcanzó el puesto n.º 11 del mundo del escalafón de la ATP en individuales.En dobles, escaló hasta el lugar n.º 21 del mundo. Su performance más significativa fue cuando alcanzó las semifinales del Abierto de Estados Unidos en el 2002, instancia en la cual fue vencido por el eventual campeón del certamen, Pete Sampras. Ganó 9 títulos en individuales, así como 6 en dobles, amasando ganancias que superan los 5 millones de dólares estadounidenses. 
Schalken ganó el primer torneo disputado en Auckland en enero de 1999, tres años antes de que su hermano menor falleciera de cáncer [cita requerida]. Está casado y reside en Montecarlo.

## Títulos (15; 9+6)

### Individuales (9)
| Leyenda                |
| Grand Slam (0)         |
| Tennis Masters Cup (0) |
| ATP Masters Series (0) |
| ATP Tour (9)           |

| n.º | Fecha | Torneo           | Superficie    | Oponente en la final | Resultado               |
| --- | ----- | ---------------- | ------------- | -------------------- | ----------------------- |
| 1.  | 1995  | Valencia         | Tierra batida | Gilbert Schaller     | 6-4, 6-2                |
| 2.  | 1996  | Yakarta          | Dura          | Younes El Aynaoui    | 6-3, 6-2                |
| 3.  | 1997  | Boston           | Dura          | Marcelo Ríos         | 7-5, 6-3                |
| 4.  | 1999  | Auckland         | Dura          | Tommy Haas           | 6-4, 6-4                |
| 5.  | 2000  | Tokio, Japón     | Dura          | Nicolás Lapentti     | 6-4, 3-6, 6-1           |
| 6.  | 2001  | Estocolmo        | Dura          | Jarkko Nieminen      | 3-6, 6-3, 6-3, 4-6, 6-3 |
| 7.  | 2002  | 's-Hertogenbosch | Césped        | Arnaud Clément       | 3-6, 6-3, 6-2           |
| 8.  | 2003  | 's-Hertogenbosch | Césped        | Arnaud Clement       | 6-3, 6-4                |
| 9.  | 2003  | Costa do Sauipe  | Dura          | Rainer Schüttler     | 6-2, 6-4                |

### Finalista en individuales (3)
- 2000: Shanghái (pierde ante Magnus Norman)
- 2001: Washington (pierde ante Andy Roddick)
- 2002: Moscú (pierde ante Paul-Henri Mathieu)

### Dobles (6)
| Leyenda                |
| Grand Slam (0)         |
| Tennis Masters Cup (0) |
| ATP Masters Series (0) |
| ATP Tour (6)           |

| n.º | Fecha | Torneo           | Superficie    | Pareja        | Oponentes en la final        | Resultado   |
| --- | ----- | ---------------- | ------------- | ------------- | ---------------------------- | ----------- |
| 1.  | 1995  | Ámsterdam        | Tierra batida | Marcelo Ríos  | Wayne Arthurs Neil Broad     | 7-6 6-2     |
| 2.  | 1999  | Ámsterdam        | Tierra batida | Paul Haarhuis | Devin Bowen Eyal Ran         | 6-3 6-2     |
| 3.  | 2000  | Shanghái         | Dura          | Paul Haarhuis | Petr Pála Pavel Vízner       | 6-2 3-6 6-4 |
| 4.  | 2001  | Milán            | Moqueta       | Paul Haarhuis | Johan Landsberg Tom Vanhoudt | 7-65 7-64   |
| 5.  | 2001  | 's-Hertogenbosch | Césped        | Paul Haarhuis | Martin Damm Cyril Suk        | 6-4 6-4     |
| 6.  | 2001  | Ámsterdam        | Tierra batida | Paul Haarhuis | Àlex Corretja Luis Lobo      | 6-4 6-2     |

### Clasificación en torneos del Grand Slam
| Torneo               | 2005 | 2004 | 2003 | 2002 | 2001 | 2000 | 1999 | 1998 | 1997 | 1996 | 1995 |
| -------------------- | ---- | ---- | ---- | ---- | ---- | ---- | ---- | ---- | ---- | ---- | ---- |
| Abierto de Australia | 1R   | 4R   | 2R   | 1R   | 1R   | 2R   | 2R   | 1R   | 1R   | 1R   | -    |
| Roland Garros        | -    | -    | 3R   | 3R   | 2R   | 1R   | 3R   | 1R   | 1R   | 2R   | -    |
| Wimbledon            | -    | CF   | CF   | CF   | 3R   | 3R   | 3R   | 1R   | 1R   | 1R   | 1R   |
| US Open              | -    | -    | CF   | SF   | 3R   | 3R   | 1R   | 1R   | 2R   | 3R   | 1R   |